# 月橘烯碱
月橘烯碱是一种含氮有机化合物，分子式C26H26N2，属于双吲哚生物鹼，有雌激素活性，存在于九里香属（Murraya，也称为“月橘属”）植物中。